# أولاد عمار (بلدية)
أولاد عمار بلدة وبلدية تابعة لدائرة الجزار في ولاية باتنة بالجزائر.